# Disorder (álbum)
DISORDER es el primer álbum publicado por la banda de Japón, The Gazette. Fue publicado el 13 de octubre de 2004 y alcanzó el #3 puesto en las listas diarias de Oricon. La primera edición venía con una caja especial negra y dorada y ambas canciones, 'intro' y 'disorder heaven.'

## Lista de canciones
1. "Intro" – 0:47
2. "The $ocial Riot Machine$" – 3:36
3. "Carry?" – 4:29
4. "Zakurogata no Yuuutsu" (ザクロ型の憂鬱) – 3:56
5. "Maximum Impulse" – 5:39
6. "Hana Kotoba" (花言葉) – 4:45
7. "Tokyo Shinjuu" (東京心中) – 5:47
8. "SxDxR" – 3:22
9. "Anti Pop" – 3:13
10. "Shichi Gatsu Youka" (7月8日) – 4:38
11. "Saraba" (さらば) – 6:14
12. "Disorder Heaven" – 1:20

Toda la música por the GazettE. Todas las letra por Ruki.